# Rudolf: Afera Mayerling
Rudolf: Afera Mayerling – musical w dwóch aktach stworzony przez kompozytora Franka Wildhorna i Steve’a Cudena, zainspirowany książką Fredericka Mortona pt. Nervous Splendor: Vienna 1888–1889. Autorem tekstów piosenek jest Jack Murphy. Libretto zostało napisane przez Phoebe Hwang przy współpracy Jacka Murphy’ego. Opowiada historię arcyksięcia Austrii, Rudolfa i jego kochanki Marii Vetsery.

## Historia spektaklu
Pierwszym nagraniem z piosenkami ze spektaklu, które powstało, była płyta demo wyprodukowana w 2005 roku. Na płycie wystąpili Rob Evan jako Rudolf, Brandi Burkhardt jako Mary i Michael Shawn Lewis jako hrabia Taaffe. Do dziś jednak anglojęzyczna wersja nie zaistniała na scenie.
Premiera światowa musicalu miała miejsce 26 maja 2006 roku w Operett Színház w Budapeszcie. Następnie spektakl wystawiony został w Japonii w Toho Musical & Play w Tokio między 6 maja a 1 czerwca 2008 roku.
Pierwszą wersją, z której nagranie zostało wprowadzone na rynek światowy, była produkcja niemieckojęzyczna wystawiona w Raimund Theater w Wiedniu. Musical został sfilmowany i wydany w wersji na DVD i CD, powstało także nagranie studyjne z udziałem aktorów biorących w nim udział. Spektakl zszedł z afisza po niecałym roku grania.
5 grudnia 2013 swoją premierę miała polska wersja musicalu przygotowana przez Studio Accantus na którą złożyło się 11 piosenek. Premiera spektaklu odbyła się w ART.BEM Bemowskim Centrum Kultury w Warszawie. Wszystkie piosenki zostały przetłumaczone przez Dorotę Kozielską.

## Lista utworów

### Akt I
- Uwertura
- Vorgang auf / Curtain Up - Franciszek Józef, Rudolf, Taaffe, zespół
- Wiener Schmäh / Viennese Specialties - zespół
- Wie jeder andere Mann / An Ordinary Man / Jak zwykły człowiek (wersja krótka) – Rudolf
- Du willst nicht hören / The Men Who We've Become (You Never Listen) - Franciszek Józef, Rudolf
- Wiener Schmäh (reprise) / Viennese Specialties (reprise) - zespół
- Ein Hübscher Krieg / Pretty Little War / Piękna wojna – Marie Larisch, Mary Vetsera, zespół
- Marys Lied / Mary’s Theme - Mary Vetsera
- Der Ball / The Ball - zespół
- Marys Walzer / Mary’s Waltz - Mary Vetsera, Rudolf
- Der Ball (reprise) / The Ball (reprise) - zespół
- So viel mehr / Something More / Coś więcej – Rudolf, Mary Vetsera
- Die Strahlende zukunft / Blue Skies - Taaffe
- Zeit zu Handeln / Finish What You've Started - Andrássy, Szeps, Vogelsang, Clemenceau, Rudolf, Edward
- Wohin führt mein Weg? / How Will I Know? - Rudolf
- Tralala / The Tra-La-La Ice Skating Song - zespół
- In dem moment als ich dich sah / The Moment I Saw You - Rudolf, Mary Vetsera
- Vertrau in uns / Only Love / Uwierz w nas – Mary Vetsera

### Akt 2
- Die Fäden in der Hand / The Master of the Strings / Sznurki władzy – Taaffe, Ensemble
- Du bleibst bei mir! / It Will Be Me! / Jesteś mój – Stephanie
- Wie jeder andere Mann / An Ordinary Man / Jak zwykły człowiek – Rudolf
- Wiener Schmäh (reprise) / Viennese Specialties (reprise) - zespół
- Mein süsser Held / New Boy in Town - zespół
- Mut zur tat / Measure of a Man / Przychodzi czas – Rudolf
- Der Weg in die Zukunft / The Steps of Tomorrow - Rudolf, zespół
- Die Liebe lenkt / Only Heroes Dare / Nim padnie strzał – Marie Larisch
- Die Fuchsfalle / The Bird Dog - Taaffe, Meisner
- Wenn das Schicksal dich ereilt / The Writing's on the Wall / Tylko jedno życie masz – Taaffe, Mary Vetsera
- So viel mehr (reprise) / Something More (reprise) / Coś więcej (repryza) – Rudolf, Mary Vetsera
- Zeit zu Handeln (reprise) / Finish What You've Started (reprise) - Andrássy, Szeps, Clemenceau, Edward
- Du bist meine Welt / I Was Born to Love You - Rudolf, Mary Vetsera
- Vertrau in uns (reprise) / Only Love (reprise) - Rudolf, Mary Vetsera

## Obsady
| Postać                  | Raimund Theater w Wiedniu | Operett Színház w Budapeszcie        | Toho Musical & Play w Tokio | Studio Accantus w Warszawie |
| ----------------------- | ------------------------- | ------------------------------------ | --------------------------- | --------------------------- |
| Arcyksiążę Rudolf       | Drew Sarich               | Attila Dolhai / Árpád Zsolt Mészáros | Yoshio Inoue                | Kuba Jurzyk                 |
| Mary Vetsera            | Lisa Antoni               | Bernardett Vágó / Zsuzsi Vágó        | Rena Sasamoto               | Sylwia Banasik              |
| Premier Taaffe          | Uwe Kröger                | Tamás Földes / Zsolt Homonnay        | Kojiro Oka                  | Adrian Wiśniewski           |
| Cesarz Franciszek Józef | Claus Dam                 | Attila Németh / Csaba Jantyik        | Jō Haruhiko                 | Michał Węgrzyński           |
| Hrabina Larisch         | Carin Filipcic            | Kata Janza / Anna Peller             | Tatsuki Kohju               | Sylwia Przetak              |
| Księżna Stephanie       | Wietske van Tongeren      | Lilla Polyák / Veronika Nádasi       | Rina Chinen                 | Natalia Piotrowska          |